# Porxos de l'avinguda de Sant Francesc
Els porxos de l'avinguda de Sant Francesc són un porxos de Girona que formen part de l'Inventari del Patrimoni Arquitectònic de Catalunya.

## Descripció
La idea del projecte és la de conjugar en un mateix àmbit l'espai públic i el privat. Els porxos estan formats per un conjunt lineal de sis cases, la darrera més baixa que la resta; disposen de planta baixa, entresòl (englobats als porxos) i quatre plantes. Els pilars i arcs de mig punt, fets amb carreus de pedra ben escairats, no presenten cap mena de decoració a excepció d'una petita motllura a la línia d'impostes. Un tret que també es repeteix a les cases, on totes les obertures són balcons individuals o seguits. Algunes tenen els murs arrebossats. El projecte sembla recollir les idees expressades en els porxos d'en Xifré, encara que la sobrietat i nuesa dels edificis gironins es troba lluny de l'aire senyorívol formulat a Barcelona. L'obra té un clar ascendent neoclàssic, estil que durant la segona meitat del segle xix presidí la realització de places i arquitectures a Girona.

## Història
Després de l'enderroc del convent de Sant Francesc (construït al segle XIV) i de la seva desamortització, els terrenys que ocupava quedaren repartits entre diferents propietaris. Davant el desig d'aquests de construir un model de casa amb porxades, l'Ajuntament, a través del seu arquitecte Bru Barnoya, va dictar unes normes de construcció (1861).